# Caroline Kamya
Caroline Kamya (sinh năm 1974) là một đạo diễn và nhà sản xuất phim người Uganda.

## Cuộc sống ban đầu
Kamya được sinh ra ở Uganda,

## Giáo dục
Kamya có bằng Cử nhân về Thiết kế Kiến trúc và Đô thị và bằng Thạc sĩ Tài liệu Truyền hình của Goldsmiths College.

## Sự nghiệp
Kamya làm việc trong truyền hình ở London trước khi thành lập một nhà sản xuất ở Kampala, IVAD International.
Phim truyện đầu tay của Kamya, Imani (2010), đã khai mạc tại Liên hoan phim Berlin 2010, nơi nó được đề cử cho Phim đầu tiên hay nhất. Chips and Liver Girls, được đạo diễn bởi đạo diễn người Đan Mạch, ông Vladimir Bertram, vào năm 2010, là một bộ phim ngắn về những người phụ nữ trẻ ở U-crai-na và "những người đàn ông trả tiền cho việc học của họ". Bộ phim ngắn Fire Fly (2011) được quay tại Trung Quốc.

## Đóng phim
- Chips và Liver Girls (ngắn), 2010
- Imani, 2010
- Fire Fly (ngắn), 2011